# Akanu Ibiam
Akanu (Francis) Ibiam (* 29. November 1906 in Unwana, Nigeria; † 1. Juli 1995) war ein nigerianischer Arzt, Missionar und Politiker. Er war Gouverneur der Provinz Ostnigeria von 1960 bis 1967. Von 1961 bis 1970 war er einer der Präsidenten des Weltkirchenrats.

## Leben
Ibiam wurde in Unwana, etwa 15 Kilometer südlich der Stadt Afikpo im heutigen Ebonyi-Staat als Sohn eines lokalen Chiefs geboren. 1919 wurde er entsprechend der damaligen Sitte bei der Taufe einen „christlichen Namen“ (d. h. einen Namen in der Sprache der Kolonialherren) anzunehmen, auf den Namen Francis getauft. Nachdem er 1921 zur Aufnahme eines naturwissenschaftlichen Studiums im King’s College in Lagos angenommen wurde, ging er später zum Medizinstudium nach Großbritannien. 1934 graduierte er an der University of St. Andrews in Schottland in Medizin.
Als er 1935 nach Nigeria zurückkehrte, hatte er sich entschieden Missionsarzt zu werden. Unter der Schirmherrschaft der Church of Scotland Mission bzw. seines nigerianischen Zweigs, der Presbyterian Church of Nigeria eröffnete er ein Landkrankenhaus in Abribra, das er in den folgenden Jahren immer mehr erweiterte, wobei er es verstand, finanzielle Unterstützung sowohl von der Regierung als auch von Kirchen zu erhalten, darunter der Presbyterian Church von Kanada. Als ein in Nigeria aufgewachsener Arzt wusste Ibiam, dass er den Einsatz westlicher Medizin bei seinen Patienten mit spirituellem Beistand in Form von Gebeten begleiten musste. Auf diese Weise stärkte er das Vertrauen der Landbevölkerung in die westliche Medizin.
1958 unterbrach Ibiam seine medizinische Karriere, um einen Posten als erster nigerianischer Rektor der renommierten Hope Waddell Training Institution in Calabar anzunehmen, einer Eliteschule in Südnigeria. Sein kirchliches Engagement ging daneben weiter. Im gleichen Jahr rief er eine ökumenische Konferenz afrikanischer Kirchen in Ibadan zusammen, aus der zwei Jahre später die All Africa Conference of Churches (AACC) hervorging, eine ökumenische Einrichtung, zum Aufbau und zur Zusammenarbeit von Kirchen und Politik in Afrika. 1960 wurde Akanu zum Präsidenten des Weltkirchenrats gewählt. 
Politisch betätigte sich Ibiam seit 1940 als Ratsmitglied im kolonialen Regionalrat von Afikpo. Er wurde später Regierungsrat in Lagos und 1951 wählte man ihn in den Kongress des kolonialen Verwaltungsbezirks Ostnigeria. Nach der Unabhängigkeit Nigerias 1960 wurde er Gouverneur der Ostregion. Mit der Sezession Biafras und dem darauf folgenden Bürgerkrieg 1967, verlor Ibiam seinen Posten als Gouverneur. Als Vorsitzender des Weltkirchenrats fuhr er zunächst nach Genf, um hier für die Sache Biafras vorzusprechen und auf den Genozid an seinem Volk der Igbo aufmerksam zu machen. Die britische Unterstützung Nigerias im Bürgerkrieg verurteilte er scharf; als Protest gab er seinen von König Georg VI. verliehenen Orden als Ritter des britischen Empire zurück und legte auch seinen Vornamen Francis ab. Nach der Kapitulation Biafras erhielt Akanu vom Militärdiktator Yakubu Gowon freies Geleit in Nigeria zugesichert. Er fuhr sofort zurück, um sich am Wiederaufbau zu beteiligen und fungierte zunächst als Berater der Militärregierung für die Ostprovinzen Nigerias.
Ibiam Akanu war Mitglied in zahlreichen internationalen medizinischen, akademischen, kirchlichen und politischen Institutionen und erhielt vielfältige Ehrungen.

## Veröffentlichungen
- What About Africa? 1961.